# Lucas Hernández (Fußballspieler, 1992)
Lucas Hernández, vollständiger Name Lucas Camilo Hernández Perdomo, (* 5. August 1992 in Montevideo) ist ein uruguayischer Fußballspieler.

## Karriere
Der 1,74 Meter große Hernández, der meistens als Linksverteidiger spielt, stand zu Beginn seiner Karriere bei den Montevideo Wanderers unter Vertrag. Dort absolvierte er in der Spielzeit 2012/13 zwei Partien als Einwechselspieler in der Primera División. Ein Tor erzielte er nicht. Ende Februar 2013 wechselte er auf Leihbasis zum Zweitligisten Huracán FC, kehrte aber im Juli 2013 zu den Wanderers zurück.
Noch im selben Jahr wurde er schließlich Mitte November zum CA Cerro transferiert. Dort kam er in der Saison 2013/14 zu einem weiteren Erstligaeinsatz, bei dem er erstmals in der Primera División in der Startelf stand. In der Spielzeit 2014/15 wurde er 16-mal in der Primera División eingesetzt; dabei erzielte er ein Tor. Während der Saisons 2015/16 und 2016 stehen bei jeweils zwei erzielten Saisontreffern 28 bzw. 15 absolvierte Erstligapartien für ihn zu Buche.
Ende Januar 2017 verpflichtete ihn auf Leihbasis Peñarol Montevideo, für den er in der Saison 2017 36 in der höchsten uruguayischen Spielklasse auflief.
Nachdem Hernández im Juli 2018 fest von dem Klub übernommen worden war, wechselte er ein Jahr später nach Brasilien. Im Juni 2019 gab Atlético Mineiro seine Verpflichtung bekannt. Der Vertrag erhielt eine Laufzeit bis 2022.
Im September 2020 wurde Hernández bis Ende 2021 zum in der Série B, der zweithöchsten brasilianischen Liga, spielenden Cuiabá EC ausgeliehen.

## Erfolge
Peñarol
- Primera División (Uruguay): 2017, 2018
- Supercopa Uruguaya: 2018